# NEWS
NEWS là một nhóm nhạc gồm 4 thành viên nam của Nhật Bản dưới sự điều hành của công ty Johnny & Associates. Tên của nhóm là sự kết hợp giữa các chữ cái đầu tiên của 4 hướng trong tiếng Anh (North, East, West và South). Được thành lập năm 2003, đĩa đơn đầu tiên của nhóm là "NEWS Nippon".
Nhóm gồm các thành viên: Keiichiro Koyama, Takahisa Masuda,Nishikido Ryo, Shigeaki Kato và Yuya Tegoshi. Nhóm vẫn gồm 6 thành viên cho đến tháng 10 năm 2011, khi Yamashita Tomohisa và Nishikido Ryo quyết định rời khỏi nhóm để hoạt động độc lập.

## Danh sách đĩa nhạc

### Đĩa đơn
| 2003                                              | "News Nippon" (News ニッポン)                                              | — | — | — | —  | —       | Touch   |
| 2004                                              | "Kibō (Yell)" (希望～Yell～)                                               | 1 | 1 | 3 | 13 | 395,406 | Touch   |
| 2004                                              | "Akaku Moyuru Taiyō" (紅く燃ゆる太陽)                                      | 1 | 1 | 5 | 31 | 251,223 | Touch   |
| 2005                                              | "Cherish (NEWS song) (Cherish" チェリッシュ)                               | 1 | 1 | 4 | 32 | 261,980 | Touch   |
| 2005                                              | "Teppen" (てっぺん)                                                        | 1 | 1 | 2 | 34 | 245,209 | Pacific |
| 2006                                              | "Sayaendō/Hadashi no Cinderella Boy" (サヤエンドウ/裸足のシンデレラボーイ) | 1 | 1 | 1 | 39 | 222,848 | Pacific |
| 2007                                              | "Hoshi o Mezashite" (星をめざして)                                         | 1 | 1 | 2 | 13 | 310,505 | Pacific |
| 2007                                              | "Weeeek"                                                                   | 1 | 1 | 2 | 10 | 376,261 | Color   |
| 2008                                              | "Taiyō no Namida" (太陽のナミダ)                                           | 1 | 1 | 2 | 19 | 291,447 | Color   |
| 2008                                              | "Summer Time"                                                              | 1 | 1 | 2 | 23 | 258,820 | Color   |
| 2008                                              | "Happy Birthday (bài hát của NEWS)"                                        | 1 | 1 | 2 | 26 | 242,581 | Color   |
| 2009                                              | "Koi no ABO" (恋のABO)                                                     | 1 | 1 | 1 | 11 | 286,978 | Live    |
| 2010                                              | "Sakura Girl" (さくらガール)                                               | 1 | 1 | 3 | 25 | 232,752 | Live    |
| 2010                                              | "Fighting Man"                                                             | 1 | 1 | 3 | 32 | 179,137 | TBA     |
| "—" denotes a title that did not reach the chart. |                                                                            |   |   |   |    |         |         |

### Album phòng thu
| Năm  | Thông tin                                    | Vị trí cao nhất | Doanh số |
| ---- | -------------------------------------------- | --------------- | -------- |
| 2005 | Touch - Released: ngày 27 tháng 4 năm 2005   | 1               | 250,000+ |
| 2007 | Pacific - Released: ngày 7 tháng 11 năm 2007 | 1               | 250,000+ |
| 2008 | Color - Released: ngày 19 tháng 11 năm 2008  | 1               | 250,000+ |
| 2010 | Live - Released: ngày 15 tháng 9 năm 2010    | 1               | 185,204  |